# Élections législatives de 2017 dans les Yvelines
Les élections législatives françaises de 2017 se déroulent les 11 et 18 juin 2017. Dans le département des Yvelines, douze députés sont à élire dans le cadre de douze circonscriptions.

## Élus
| Circonscription                                 | Député sortant              | Parti | Parti | Député élu ou réélu    | Parti | Parti |
| ----------------------------------------------- | --------------------------- | ----- | ----- | ---------------------- | ----- | ----- |
| 1re                                             | François de Mazières*       |       | DVD   | Didier Baichère        |       | REM   |
| 2e                                              | Pascal Thévenot             |       | LR    | Jean-Noël Barrot       |       | MoDem |
| 3e                                              | Henri Guaino*               |       | LR    | Béatrice Piron         |       | REM   |
| 4e                                              | Pierre Lequiller*           |       | LR    | Marie Lebec            |       | REM   |
| 5e                                              | Jacques Myard               |       | LR    | Yaël Braun-Pivet       |       | REM   |
| 6e                                              | Pierre Morange              |       | LR    | Natalia Pouzyreff      |       | REM   |
| 7e                                              | Arnaud Richard              |       | UDI   | Michèle de Vaucouleurs |       | MoDem |
| 8e                                              | Françoise Descamps-Crosnier |       | PS    | Michel Vialay          |       | LR    |
| 9e                                              | Jean-Marie Tétart           |       | LR    | Bruno Millienne        |       | MoDem |
| 10e                                             | Jean-Frédéric Poisson       |       | PCD   | Aurore Bergé           |       | REM   |
| 11e                                             | Benoît Hamon                |       | PS    | Nadia Hai              |       | REM   |
| 12e                                             | David Douillet              |       | LR    | Florence Granjus       |       | REM   |
| * député sortant ne se représentant pas en 2017 |                             |       |       |                        |       |       |

## Rappel des résultats départementaux des élections de 2012
| Parti          | Parti                                       | Premier tour | Premier tour | Second tour | Second tour | Sièges |  |
| Parti          | Parti                                       | Voix         | %            | Voix        | %           | Sièges |  |
| -------------- | ------------------------------------------- | ------------ | ------------ | ----------- | ----------- | ------ |  |
|                | Union pour un mouvement populaire           | 186 808      | 34,85        | 233 626     | 45,75       | 8      |  |
|                | Divers droite (dont DLR, PCD)               | 36 418       | 6,79         | 26 544      | 5,19        | 1      |  |
|                | Parti radical                               | 14 935       | 2,79         | 21 581      | 4,23        | 1      |  |
|                | Alliance centriste                          | 2 572        | 0,48         |             |             | 0      |  |
|                | Droite parlementaire                        | 240 733      | 44,91        | 281 751     | 55,17       | 10     |  |
|                |                                             |              |              |             |             |        |  |
|                | Parti socialiste                            | 129 326      | 24,13        | 171 337     | 33,55       | 2      |  |
|                | Europe Écologie Les Verts                   | 50 430       | 9,41         | 44 413      | 8,69        | 0      |  |
|                | Parti radical de gauche                     | 11 411       | 2,13         | 15 245      | 2,99        | 0      |  |
|                | Majorité présidentielle                     | 191 167      | 35,67        | 230 995     | 45,23       | 2      |  |
|                |                                             |              |              |             |             |        |  |
|                | Front national                              | 56 382       | 10,52        |             |             | 0      |  |
|                | Front de gauche                             | 23 460       | 4,38         | 0           |             |        |  |
|                | Mouvement démocrate                         | 11 337       | 2,11         | 0           |             |        |  |
|                | Divers écologiste (LT, AEI, FEA, MEI et GE) | 4 177        | 0,78         | 0           |             |        |  |
|                | Extrême gauche (dont LO, NPA, POI)          | 3 714        | 0,69         | 0           |             |        |  |
|                | Divers                                      | 3 713        | 0,69         | 0           |             |        |  |
|                | Extrême droite                              | 1 373        | 0,26         | 0           |             |        |  |
|                |                                             |              |              |             |             |        |  |
| Inscrits       | Inscrits                                    | 927 203      | 100,00       |             | 100,00      |        |  |
| Abstentions    | Abstentions                                 | 385 289      | 41,55        |             |             |        |  |
| Votants        | Votants                                     | 541 914      | 58,45        |             |             |        |  |
| Blancs et nuls | Blancs et nuls                              | 5 858        | 1,08         |             |             |        |  |
| Exprimés       | Exprimés                                    | 536 056      | 98,92        | 510 756     |             |        |  |

## Résultats

### Résultats à l'échelle du département
|                                              |                                      |                           |                           |                          |                          |
|                                              |                                      | Premier tour 11 juin 2017 | Premier tour 11 juin 2017 | Second tour 18 juin 2017 | Second tour 18 juin 2017 |
|                                              |                                      |                           |                           |                          |                          |
|                                              |                                      | Nombre                    | % des inscrits            | Nombre                   | % des inscrits           |
| Inscrits                                     | Inscrits                             | 951 394                   | 100,00                    | 951 384                  | 100,00                   |
| Abstentions                                  | Abstentions                          | 451 113                   | 47,42                     | 520 248                  | 54,68                    |
| Votants                                      | Votants                              | 500 281                   | 52,58                     | 431 136                  | 45,32                    |
|                                              |                                      |                           | % des votants             |                          | % des votants            |
| Bulletins blancs                             | Bulletins blancs                     | 5 176                     | 1,03                      | 24 891                   | 5,77                     |
| Bulletins nuls                               | Bulletins nuls                       | 1 701                     | 0,34                      | 8 028                    | 1,86                     |
| Suffrages exprimés                           | Suffrages exprimés                   | 493 404                   | 98,63                     | 398 217                  | 92,36                    |
|                                              |                                      |                           |                           |                          |                          |
| Étiquette politique                          | Étiquette politique                  | Voix                      | % des exprimés            | Voix                     | % des exprimés           |
|                                              |                                      |                           |                           |                          |                          |
|                                              | La République en marche              | 176 742                   | 35,82                     | 192 269                  | 48,28                    |
|                                              | Les Républicains                     | 97 313                    | 19,72                     | 143 787                  | 36,11                    |
|                                              | La France insoumise                  | 43 698                    | 8,86                      |                          |                          |
|                                              | Front national                       | 38 038                    | 7,71                      |                          |                          |
|                                              | Mouvement démocrate                  | 31 970                    | 6,48                      | 34 682                   | 8,71                     |
|                                              | Parti socialiste                     | 22 611                    | 4,58                      |                          |                          |
|                                              | Divers droite                        | 22 377                    | 4,54                      | 14 084                   | 3,54                     |
|                                              | Écologiste                           | 21 180                    | 4,29                      |                          |                          |
|                                              | Divers                               | 8 016                     | 1,62                      |                          |                          |
|                                              | Union des démocrates et indépendants | 7 600                     | 1,54                      | 13 395                   | 3,36                     |
|                                              | Debout la France                     | 7 208                     | 1,46                      |                          |                          |
|                                              | Parti communiste français            | 7 066                     | 1,43                      |                          |                          |
|                                              | Extrême gauche                       | 2 893                     | 0,59                      |                          |                          |
|                                              | Extrême droite                       | 2 590                     | 0,52                      |                          |                          |
|                                              | Parti radical de gauche              | 2 080                     | 0,42                      |                          |                          |
|                                              | Divers gauche                        | 2 022                     | 0,41                      |                          |                          |
| Source : Ministère de l'Intérieur - Yvelines |                                      |                           |                           |                          |                          |

### Résultats par circonscription

#### Première circonscription
Député sortant : François de Mazières (Les Républicains).
|                                                                           |                                                                                 |                           |                           |                          |                          |
|                                                                           |                                                                                 | Premier tour 11 juin 2017 | Premier tour 11 juin 2017 | Second tour 18 juin 2017 | Second tour 18 juin 2017 |
|                                                                           |                                                                                 |                           |                           |                          |                          |
|                                                                           |                                                                                 | Nombre                    | % des inscrits            | Nombre                   | % des inscrits           |
| Inscrits                                                                  | Inscrits                                                                        | 83 490                    | 100,00                    | 83 490                   | 100,00                   |
| Abstentions                                                               | Abstentions                                                                     | 36 407                    | 43,61                     | 41 919                   | 50,21                    |
| Votants                                                                   | Votants                                                                         | 47 083                    | 56,39                     | 41 571                   | 49,79                    |
|                                                                           |                                                                                 |                           | % des votants             |                          | % des votants            |
| Bulletins blancs                                                          | Bulletins blancs                                                                | 381                       | 0,81                      | 2 053                    | 4,94                     |
| Bulletins nuls                                                            | Bulletins nuls                                                                  | 130                       | 0,28                      | 587                      | 1,41                     |
| Suffrages exprimés                                                        | Suffrages exprimés                                                              | 46 572                    | 98,91                     | 38 931                   | 93,65                    |
|                                                                           |                                                                                 |                           |                           |                          |                          |
| Candidat Étiquette politique (partis et alliances)                        | Candidat Étiquette politique (partis et alliances)                              | Voix                      | % des exprimés            | Voix                     | % des exprimés           |
|                                                                           |                                                                                 |                           |                           |                          |                          |
|                                                                           | Didier Baichère La République en marche                                         | 19 630                    | 42,15                     | 19 879                   | 51,06                    |
|                                                                           | François-Xavier Bellamy Les Républicains (Union des démocrates et indépendants) | 12 801                    | 27,49                     | 19 052                   | 48,94                    |
|                                                                           | Thibaut Marchal La France insoumise                                             | 3 744                     | 8,04                      |                          |                          |
|                                                                           | Thierry Perez Front national                                                    | 2 360                     | 5,07                      |                          |                          |
|                                                                           | Charlotte Rossettini Parti socialiste                                           | 2 163                     | 4,64                      |                          |                          |
|                                                                           | Olivier Pareja Europe Écologie Les Verts                                        | 1 918                     | 4,12                      |                          |                          |
|                                                                           | François Billot de Lochner Divers droite (Parti chrétien-démocrate)             | 1 295                     | 2,78                      |                          |                          |
|                                                                           | Emmanuel Bojan Debout la France                                                 | 637                       | 1,37                      |                          |                          |
|                                                                           | Nicolas Jacot Carmichael Divers droite (577-Les Indépendants)                   | 609                       | 1,31                      |                          |                          |
|                                                                           | Florence Humbert Écologiste (Demain en commun)                                  | 394                       | 0,85                      |                          |                          |
|                                                                           | Nicolas-Robin Plinate Divers (Union populaire républicaine)                     | 357                       | 0,77                      |                          |                          |
|                                                                           | Geneviève Kujawski Parti communiste français                                    | 355                       | 0,76                      |                          |                          |
|                                                                           | Jean-Loup Leroux Lutte ouvrière                                                 | 186                       | 0,40                      |                          |                          |
|                                                                           | Paul de Béon Divers (Allons enfants)                                            | 123                       | 0,26                      |                          |                          |
| Source : Ministère de l'Intérieur - Première circonscription des Yvelines |                                                                                 |                           |                           |                          |                          |

#### Deuxième circonscription
Député sortant : Pascal Thévenot (Les Républicains).
|                                                                           | |                           |                           |                          |                          |
|                                                                           | | Premier tour 11 juin 2017 | Premier tour 11 juin 2017 | Second tour 18 juin 2017 | Second tour 18 juin 2017 |
|                                                                           | |                           |                           |                          |                          |
|                                                                           | | Nombre                    | % des inscrits            | Nombre                   | % des inscrits           |
| Inscrits                                                                  | Inscrits | 85 418                    | 100,00                    | 85 418                   | 100,00                   |
| Abstentions                                                               | Abstentions | 35 585                    | 41,66                     | 42 309                   | 49,53                    |
| Votants                                                                   | Votants | 49 833                    | 58,34                     | 43 109                   | 50,47                    |
|                                                                           | |                           | % des votants             |                          | % des votants            |
| Bulletins blancs                                                          | Bulletins blancs                                                                                                  | 460                       | 0,92                      | 2 295                    | 5,32                     |
| Bulletins nuls                                                            | Bulletins nuls | 142                       | 0,28                      | 742                      | 1,72                     |
| Suffrages exprimés                                                        | Suffrages exprimés                                                                                                | 49 231                    | 98,79                     | 40 072                   | 92,96                    |
|                                                                           | |                           |                           |                          |                          |
| Candidat Étiquette politique (partis et alliances)                        | Candidat Étiquette politique (partis et alliances)                                                                | Voix                      | % des exprimés            | Voix                     | % des exprimés           |
|                                                                           | |                           |                           |                          |                          |
|                                                                           | Jean-Noël Barrot Mouvement démocrate (La République en marche)                                                    | 21 581                    | 43,84                     | 23 361                   | 58,30                    |
|                                                                           | Pascal Thévenot (député sortant) Les Républicains (Union des démocrates et indépendants)                          | 11 115                    | 22,58                     | 16 711                   | 41,70                    |
|                                                                           | Marc Soriano La France insoumise                                                                                  | 3 583                     | 7,28                      |                          |                          |
|                                                                           | Tanguy Ruellan Europe Écologie Les Verts (Parti communiste français - Parti socialiste - Parti radical de gauche) | 3 062                     | 6,22                      |                          |                          |
|                                                                           | Yasmine Benzelmat Front national                                                                                  | 2 828                     | 5,74                      |                          |                          |
|                                                                           | Pascal Casimir-Perrier Divers                                                                                     | 1 591                     | 3,23                      |                          |                          |
|                                                                           | Pascal Poirot Divers droite (Parti chrétien-démocrate)                                                            | 1 525                     | 3,10                      |                          |                          |
|                                                                           | Christophe Plissier Écologiste (Parti animaliste)                                                                 | 811                       | 1,65                      |                          |                          |
|                                                                           | Françoise Forel Debout la France                                                                                  | 643                       | 1,31                      |                          |                          |
|                                                                           | Jérémy Bizet Écologiste (Mouvement 100 % - France Écologie - Parti fédéraliste européen)                          | 635                       | 1,29                      |                          |                          |
|                                                                           | Céline Jullié Extrême droite (Souveraineté, identité et libertés)                                                 | 591                       | 1,20                      |                          |                          |
|                                                                           | Gilles Pontlevoy Divers gauche (Nouvelle Donne)                                                                   | 429                       | 0,87                      |                          |                          |
|                                                                           | Sylvain Gargasson Divers (Union populaire républicaine)                                                           | 336                       | 0,68                      |                          |                          |
|                                                                           | Hélène Janisset Lutte ouvrière                                                                                    | 194                       | 0,39                      |                          |                          |
|                                                                           | Jean-Guy Sayous Divers droite (Convergence Citoyenne)                                                             | 180                       | 0,37                      |                          |                          |
|                                                                           | Axel Brunet Divers gauche (Mouvement des progressistes)                                                           | 119                       | 0,24                      |                          |                          |
|                                                                           | Emmanuelle Devin Divers droite (Alliance royale)                                                                  | 8                         | 0,02                      |                          |                          |
| Source : Ministère de l'Intérieur - Deuxième circonscription des Yvelines | |                           |                           |                          |                          |

#### Troisième circonscription
Député sortant : Henri Guaino (Les Républicains).
|                                                                            | |                           |                           |                          |                          |
|                                                                            | | Premier tour 11 juin 2017 | Premier tour 11 juin 2017 | Second tour 18 juin 2017 | Second tour 18 juin 2017 |
|                                                                            | |                           |                           |                          |                          |
|                                                                            | | Nombre                    | % des inscrits            | Nombre                   | % des inscrits           |
| Inscrits                                                                   | Inscrits | 83 224                    | 100,00                    | 83 239                   | 100,00                   |
| Abstentions                                                                | Abstentions | 36 782                    | 44,20                     | 43 289                   | 52,01                    |
| Votants                                                                    | Votants | 46 442                    | 55,80                     | 39 950                   | 47,99                    |
|                                                                            | |                           | % des votants             |                          | % des votants            |
| Bulletins blancs                                                           | Bulletins blancs                                                                                               | 394                       | 0,85                      | 1 762                    | 4,41                     |
| Bulletins nuls                                                             | Bulletins nuls                                                                                                 | 124                       | 0,27                      | 531                      | 1,33                     |
| Suffrages exprimés                                                         | Suffrages exprimés                                                                                             | 45 924                    | 98,88                     | 37 657                   | 94,26                    |
|                                                                            | |                           |                           |                          |                          |
| Candidat Étiquette politique (partis et alliances)                         | Candidat Étiquette politique (partis et alliances)                                                             | Voix                      | % des exprimés            | Voix                     | % des exprimés           |
|                                                                            | |                           |                           |                          |                          |
|                                                                            | Béatrice Piron La République en marche                                                                         | 21 612                    | 47,06                     | 22 191                   | 58,93                    |
|                                                                            | Philippe Brillault Les Républicains (Union des démocrates et indépendants)                                     | 11 627                    | 25,32                     | 15 466                   | 41,07                    |
|                                                                            | Alexandre Langlois La France insoumise                                                                         | 2 621                     | 5,71                      |                          |                          |
|                                                                            | Stéphanie de Gonneville Front national                                                                         | 2 529                     | 5,51                      |                          |                          |
|                                                                            | Nicolas Hue Parti socialiste (Parti communiste français - Europe Écologie Les Verts - Parti radical de gauche) | 2 431                     | 5,29                      |                          |                          |
|                                                                            | Nicolas Tardy-Joubert Divers droite (Parti chrétien-démocrate)                                                 | 1 897                     | 4,13                      |                          |                          |
|                                                                            | Stéphane Galardini Écologiste (Confédération pour l'homme, l'animal et la planète)                             | 1 051                     | 2,29                      |                          |                          |
|                                                                            | Thibault Tournier Debout la France                                                                             | 666                       | 1,45                      |                          |                          |
|                                                                            | Sidi Sakho Divers droite (577-Les Indépendants)                                                                | 492                       | 1,07                      |                          |                          |
|                                                                            | Jean-Michel Bouiri Divers (Union populaire républicaine)                                                       | 247                       | 0,54                      |                          |                          |
|                                                                            | Michèle Lavezzari Divers gauche (Nouvelle Donne)                                                               | 218                       | 0,47                      |                          |                          |
|                                                                            | Marie Durand-Smet Divers (Parti du vote blanc)                                                                 | 218                       | 0,47                      |                          |                          |
|                                                                            | Olivier Augustin Lutte ouvrière                                                                                | 165                       | 0,36                      |                          |                          |
|                                                                            | Romain-Xavier Langlet Divers droite (Nous Citoyens)                                                            | 150                       | 0,33                      |                          |                          |
| Source : Ministère de l'Intérieur - Troisième circonscription des Yvelines | |                           |                           |                          |                          |

#### Quatrième circonscription
Député sortant : Pierre Lequiller (Les Républicains).
|                                                                            |                                                                           |                           |                           |                          |                          |
|                                                                            |                                                                           | Premier tour 11 juin 2017 | Premier tour 11 juin 2017 | Second tour 18 juin 2017 | Second tour 18 juin 2017 |
|                                                                            |                                                                           |                           |                           |                          |                          |
|                                                                            |                                                                           | Nombre                    | % des inscrits            | Nombre                   | % des inscrits           |
| Inscrits                                                                   | Inscrits                                                                  | 78 497                    | 100,00                    | 78 497                   | 100,00                   |
| Abstentions                                                                | Abstentions                                                               | 34 253                    | 43,64                     | 40 666                   | 51,81                    |
| Votants                                                                    | Votants                                                                   | 44 244                    | 56,36                     | 37 831                   | 48,19                    |
|                                                                            |                                                                           |                           | % des votants             |                          | % des votants            |
| Bulletins blancs                                                           | Bulletins blancs                                                          | 349                       | 0,79                      | 2 015                    | 5,33                     |
| Bulletins nuls                                                             | Bulletins nuls                                                            | 114                       | 0,26                      | 529                      | 1,40                     |
| Suffrages exprimés                                                         | Suffrages exprimés                                                        | 43 781                    | 98,95                     | 35 287                   | 93,28                    |
|                                                                            |                                                                           |                           |                           |                          |                          |
| Candidat Étiquette politique (partis et alliances)                         | Candidat Étiquette politique (partis et alliances)                        | Voix                      | % des exprimés            | Voix                     | % des exprimés           |
|                                                                            |                                                                           |                           |                           |                          |                          |
|                                                                            | Marie Lebec La République en marche                                       | 20 980                    | 47,92                     | 21 662                   | 61,39                    |
|                                                                            | Ghislain Fournier Les Républicains (Union des démocrates et indépendants) | 9 803                     | 22,39                     | 13 625                   | 38,61                    |
|                                                                            | Faustine Huet La France insoumise                                         | 3 163                     | 7,22                      |                          |                          |
|                                                                            | Marie-Jo Renaudin Front national                                          | 2 334                     | 5,33                      |                          |                          |
|                                                                            | Monika Belala Parti socialiste                                            | 1 828                     | 4,18                      |                          |                          |
|                                                                            | Marie-Françoise Darras Europe Écologie Les Verts                          | 1 739                     | 3,97                      |                          |                          |
|                                                                            | Emmanuel Loevenbruck Divers droite (577-Les Indépendants)                 | 1 216                     | 2,78                      |                          |                          |
|                                                                            | Eléonore Vercken Divers droite (Parti chrétien-démocrate)                 | 579                       | 1,32                      |                          |                          |
|                                                                            | Olivier Megret Parti communiste français                                  | 553                       | 1,26                      |                          |                          |
|                                                                            | Claire Coueignas Debout la France                                         | 421                       | 0,96                      |                          |                          |
|                                                                            | Olivier Boinon Divers gauche (Nouvelle Donne)                             | 353                       | 0,81                      |                          |                          |
|                                                                            | Marc Bellier Divers (Union populaire républicaine)                        | 295                       | 0,67                      |                          |                          |
|                                                                            | Nicolas Taupin Divers                                                     | 294                       | 0,67                      |                          |                          |
|                                                                            | Franck Maurel Lutte ouvrière                                              | 134                       | 0,31                      |                          |                          |
|                                                                            | Aline Samaké Divers (Allons enfants)                                      | 89                        | 0,20                      |                          |                          |
| Source : Ministère de l'Intérieur - Quatrième circonscription des Yvelines |                                                                           |                           |                           |                          |                          |

#### Cinquième circonscription
Député sortant : Jacques Myard (Les Républicains).
|                                                                            |                                                                                        |                           |                           |                          |                          |
|                                                                            |                                                                                        | Premier tour 11 juin 2017 | Premier tour 11 juin 2017 | Second tour 18 juin 2017 | Second tour 18 juin 2017 |
|                                                                            |                                                                                        |                           |                           |                          |                          |
|                                                                            |                                                                                        | Nombre                    | % des inscrits            | Nombre                   | % des inscrits           |
| Inscrits                                                                   | Inscrits                                                                               | 73 783                    | 100,00                    | 73 783                   | 100,00                   |
| Abstentions                                                                | Abstentions                                                                            | 34 571                    | 46,85                     | 38 621                   | 52,34                    |
| Votants                                                                    | Votants                                                                                | 39 212                    | 53,15                     | 35 162                   | 47,66                    |
|                                                                            |                                                                                        |                           | % des votants             |                          | % des votants            |
| Bulletins blancs                                                           | Bulletins blancs                                                                       | 293                       | 0,75                      | 1 326                    | 3,77                     |
| Bulletins nuls                                                             | Bulletins nuls                                                                         | 111                       | 0,28                      | 466                      | 1,33                     |
| Suffrages exprimés                                                         | Suffrages exprimés                                                                     | 38 808                    | 98,97                     | 33 370                   | 94,90                    |
|                                                                            |                                                                                        |                           |                           |                          |                          |
| Candidat Étiquette politique (partis et alliances)                         | Candidat Étiquette politique (partis et alliances)                                     | Voix                      | % des exprimés            | Voix                     | % des exprimés           |
|                                                                            |                                                                                        |                           |                           |                          |                          |
|                                                                            | Yaël Braun-Pivet La République en marche                                               | 18 299                    | 47,15                     | 19 684                   | 58,99                    |
|                                                                            | Jacques Myard (député sortant) Les Républicains (Union des démocrates et indépendants) | 10 611                    | 27,34                     | 13 686                   | 41,01                    |
|                                                                            | Sophie Thévenet La France insoumise                                                    | 3 203                     | 8,25                      |                          |                          |
|                                                                            | Isabelle Amaglio-Terisse Parti radical de gauche (Parti socialiste)                    | 2 080                     | 5,36                      |                          |                          |
|                                                                            | Laurence Toulemonde Front national                                                     | 2 069                     | 5,33                      |                          |                          |
|                                                                            | Jean-Philippe Mars Écologiste (Mouvement 100 %)                                        | 801                       | 2,06                      |                          |                          |
|                                                                            | Jean-Luc Dené Écologiste (Parti animaliste)                                            | 723                       | 1,86                      |                          |                          |
|                                                                            | Roger Audroin Parti communiste français                                                | 496                       | 1,28                      |                          |                          |
|                                                                            | Laurence Rimaux Divers (Union populaire républicaine)                                  | 272                       | 0,70                      |                          |                          |
|                                                                            | Alain Lépicier Lutte ouvrière                                                          | 171                       | 0,44                      |                          |                          |
|                                                                            | Audrey Gouilly Divers (Allons enfants)                                                 | 83                        | 0,21                      |                          |                          |
|                                                                            | Adeline Castillon Divers droite                                                        | 0                         | 0,00                      |                          |                          |
| Source : Ministère de l'Intérieur - Cinquième circonscription des Yvelines |                                                                                        |                           |                           |                          |                          |

#### Sixième circonscription
Député sortant : Pierre Morange (Les Républicains).
|                                                                          |                                                                                              |                           |                           |                          |                          |
|                                                                          |                                                                                              | Premier tour 11 juin 2017 | Premier tour 11 juin 2017 | Second tour 18 juin 2017 | Second tour 18 juin 2017 |
|                                                                          |                                                                                              |                           |                           |                          |                          |
|                                                                          |                                                                                              | Nombre                    | % des inscrits            | Nombre                   | % des inscrits           |
| Inscrits                                                                 | Inscrits                                                                                     | 75 709                    | 100,00                    | 75 704                   | 100,00                   |
| Abstentions                                                              | Abstentions                                                                                  | 36 813                    | 48,62                     | 41 911                   | 55,36                    |
| Votants                                                                  | Votants                                                                                      | 38 896                    | 51,38                     | 33 793                   | 44,64                    |
|                                                                          |                                                                                              |                           | % des votants             |                          | % des votants            |
| Bulletins blancs                                                         | Bulletins blancs                                                                             | 367                       | 0,94                      | 1 547                    | 4,58                     |
| Bulletins nuls                                                           | Bulletins nuls                                                                               | 136                       | 0,35                      | 517                      | 1,53                     |
| Suffrages exprimés                                                       | Suffrages exprimés                                                                           | 38 393                    | 98,71                     | 31 729                   | 93,89                    |
|                                                                          |                                                                                              |                           |                           |                          |                          |
| Candidat Étiquette politique (partis et alliances)                       | Candidat Étiquette politique (partis et alliances)                                           | Voix                      | % des exprimés            | Voix                     | % des exprimés           |
|                                                                          |                                                                                              |                           |                           |                          |                          |
|                                                                          | Natalia Pouzyreff La République en marche                                                    | 18 396                    | 47,91                     | 18 510                   | 58,34                    |
|                                                                          | Pierre Morange (député sortant) Les Républicains (Union des démocrates et indépendants)      | 10 155                    | 26,45                     | 13 219                   | 41,66                    |
|                                                                          | Nelly Pascaud La France insoumise                                                            | 3 295                     | 8,58                      |                          |                          |
|                                                                          | Didier Rouxel Front national                                                                 | 2 333                     | 6,08                      |                          |                          |
|                                                                          | Josiane Dupé-Suarez Parti communiste français (Parti socialiste - Europe Écologie Les Verts) | 1 744                     | 4,54                      |                          |                          |
|                                                                          | Christophe Bentz Divers droite (Parti chrétien-démocrate)                                    | 732                       | 1,91                      |                          |                          |
|                                                                          | Denise Collachot Debout la France                                                            | 387                       | 1,01                      |                          |                          |
|                                                                          | Béatrice Saint-Péron Divers gauche (Nouvelle Donne)                                          | 316                       | 0,82                      |                          |                          |
|                                                                          | Véronique Lancelot Divers (Union populaire républicaine)                                     | 283                       | 0,74                      |                          |                          |
|                                                                          | Frédéric Hemery Lutte ouvrière                                                               | 209                       | 0,54                      |                          |                          |
|                                                                          | David Roelandt Divers (Parti pirate)                                                         | 173                       | 0,45                      |                          |                          |
|                                                                          | Laurent Lanyi Divers gauche (Mouvement des progressistes)                                    | 140                       | 0,36                      |                          |                          |
|                                                                          | Fouad Abouhamda Divers (Mouvement 100 %)                                                     | 132                       | 0,34                      |                          |                          |
|                                                                          | Clément Moreux Divers (Allons enfants)                                                       | 98                        | 0,26                      |                          |                          |
| Source : Ministère de l'Intérieur - Sixième circonscription des Yvelines |                                                                                              |                           |                           |                          |                          |

#### Septième circonscription
Député sortant : Arnaud Richard (Union des démocrates et indépendants).
|                                                                           |                                                                                         |                           |                           |                          |                          |
|                                                                           |                                                                                         | Premier tour 11 juin 2017 | Premier tour 11 juin 2017 | Second tour 18 juin 2017 | Second tour 18 juin 2017 |
|                                                                           |                                                                                         |                           |                           |                          |                          |
|                                                                           |                                                                                         | Nombre                    | % des inscrits            | Nombre                   | % des inscrits           |
| Inscrits                                                                  | Inscrits                                                                                | 80 623                    | 100,00                    | 80 615                   | 100,00                   |
| Abstentions                                                               | Abstentions                                                                             | 40 966                    | 50,81                     | 47 519                   | 58,95                    |
| Votants                                                                   | Votants                                                                                 | 39 657                    | 49,19                     | 33 096                   | 41,05                    |
|                                                                           |                                                                                         |                           | % des votants             |                          | % des votants            |
| Bulletins blancs                                                          | Bulletins blancs                                                                        | 425                       | 1,07                      | 2 289                    | 6,92                     |
| Bulletins nuls                                                            | Bulletins nuls                                                                          | 120                       | 0,30                      | 656                      | 1,98                     |
| Suffrages exprimés                                                        | Suffrages exprimés                                                                      | 39 112                    | 98,63                     | 30 151                   | 91,10                    |
|                                                                           |                                                                                         |                           |                           |                          |                          |
| Candidat Étiquette politique (partis et alliances)                        | Candidat Étiquette politique (partis et alliances)                                      | Voix                      | % des exprimés            | Voix                     | % des exprimés           |
|                                                                           |                                                                                         |                           |                           |                          |                          |
|                                                                           | Michèle de Vaucouleurs Mouvement démocrate (La République en marche)                    | 15 924                    | 40,71                     | 16 756                   | 55,57                    |
|                                                                           | Arnaud Richard (député sortant) Union des démocrates et indépendants (Les Républicains) | 7 600                     | 19,43                     | 13 395                   | 44,43                    |
|                                                                           | Paul Deboutin La France insoumise                                                       | 4 621                     | 11,81                     |                          |                          |
|                                                                           | Victoria Kostiaeva Front national                                                       | 3 580                     | 9,15                      |                          |                          |
|                                                                           | Ghislaine Senée Europe Écologie Les Verts (Parti socialiste - Parti radical de gauche)  | 3 241                     | 8,29                      |                          |                          |
|                                                                           | Christian Taillebois Divers droite (Parti chrétien-démocrate)                           | 1 041                     | 2,66                      |                          |                          |
|                                                                           | Sandrine Feraud Debout la France                                                        | 866                       | 2,21                      |                          |                          |
|                                                                           | Nicole Pradier Parti communiste français                                                | 484                       | 1,24                      |                          |                          |
|                                                                           | Myriam Baeckeroot Extrême droite (Parti de la France)                                   | 424                       | 1,08                      |                          |                          |
|                                                                           | Yann Froger Écologiste (Parti fédéraliste européen)                                     | 352                       | 0,90                      |                          |                          |
|                                                                           | Pierre Hautefeuille Divers (Parti du vote blanc)                                        | 301                       | 0,77                      |                          |                          |
|                                                                           | Rémi Top Divers (Union populaire républicaine)                                          | 301                       | 0,77                      |                          |                          |
|                                                                           | Ali Kaya Lutte ouvrière                                                                 | 236                       | 0,60                      |                          |                          |
|                                                                           | Serge Lebrun Divers gauche (Mouvement des progressistes)                                | 141                       | 0,36                      |                          |                          |
| Source : Ministère de l'Intérieur - Septième circonscription des Yvelines |                                                                                         |                           |                           |                          |                          |

#### Huitième circonscription
Députée sortante : Françoise Descamps-Crosnier (Parti socialiste).
|                                                                           |                                                                                  |                           |                           |                          |                          |
|                                                                           |                                                                                  | Premier tour 11 juin 2017 | Premier tour 11 juin 2017 | Second tour 18 juin 2017 | Second tour 18 juin 2017 |
|                                                                           |                                                                                  |                           |                           |                          |                          |
|                                                                           |                                                                                  | Nombre                    | % des inscrits            | Nombre                   | % des inscrits           |
| Inscrits                                                                  | Inscrits                                                                         | 73 870                    | 100,00                    | 73 870                   | 100,00                   |
| Abstentions                                                               | Abstentions                                                                      | 41 950                    | 56,79                     | 47 014                   | 63,64                    |
| Votants                                                                   | Votants                                                                          | 31 920                    | 43,21                     | 26 856                   | 36,36                    |
|                                                                           |                                                                                  |                           | % des votants             |                          | % des votants            |
| Bulletins blancs                                                          | Bulletins blancs                                                                 | 587                       | 1,84                      | 2 545                    | 9,48                     |
| Bulletins nuls                                                            | Bulletins nuls                                                                   | 201                       | 0,63                      | 1 090                    | 4,06                     |
| Suffrages exprimés                                                        | Suffrages exprimés                                                               | 31 132                    | 97,53                     | 23 221                   | 86,46                    |
|                                                                           |                                                                                  |                           |                           |                          |                          |
| Candidat Étiquette politique (partis et alliances)                        | Candidat Étiquette politique (partis et alliances)                               | Voix                      | % des exprimés            | Voix                     | % des exprimés           |
|                                                                           |                                                                                  |                           |                           |                          |                          |
|                                                                           | Khadija Moudnib La République en marche                                          | 7 744                     | 24,87                     | 10 946                   | 47,14                    |
|                                                                           | Michel Vialay Les Républicains                                                   | 5 351                     | 17,19                     | 12 275                   | 52,86                    |
|                                                                           | François Siméoni Front national                                                  | 4 868                     | 15,64                     |                          |                          |
|                                                                           | Romain Carbonne La France insoumise (Europe Écologie Les Verts - Nouvelle Donne) | 3 997                     | 12,84                     |                          |                          |
|                                                                           | Françoise Descamps-Crosnier (députée sortante) Parti socialiste                  | 2 904                     | 9,33                      |                          |                          |
|                                                                           | Éric Roulot Parti communiste français                                            | 1 391                     | 4,47                      |                          |                          |
|                                                                           | Stéphane Hazan Divers droite                                                     | 1 316                     | 4,23                      |                          |                          |
|                                                                           | Abdelmajid Eddaikhane Divers                                                     | 776                       | 2,49                      |                          |                          |
|                                                                           | Michaël Taverne Debout la France                                                 | 658                       | 2,11                      |                          |                          |
|                                                                           | Esther Kooiman Écologiste (Alliance écologiste indépendante)                     | 500                       | 1,61                      |                          |                          |
|                                                                           | Éliane Le Cor Extrême droite (Parti de la France)                                | 401                       | 1,29                      |                          |                          |
|                                                                           | Hulya Sahin Divers (Parti égalité et justice)                                    | 333                       | 1,07                      |                          |                          |
|                                                                           | Thierry Gonnot Lutte ouvrière                                                    | 266                       | 0,85                      |                          |                          |
|                                                                           | Bénédicte de Dinechin Divers droite (Parti chrétien-démocrate)                   | 224                       | 0,72                      |                          |                          |
|                                                                           | Aude Courbis Divers (Union populaire républicaine)                               | 206                       | 0,66                      |                          |                          |
|                                                                           | Jack Lefebvre Extrême gauche (Parti ouvrier indépendant démocratique)            | 127                       | 0,41                      |                          |                          |
|                                                                           | Mathieu Boulay Divers                                                            | 70                        | 0,22                      |                          |                          |
| Source : Ministère de l'Intérieur - Huitième circonscription des Yvelines |                                                                                  |                           |                           |                          |                          |

#### Neuvième circonscription
Député sortant : Jean-Marie Tétart (Les Républicains).
|                                                                           |                                                                                            |                           |                           |                          |                          |
|                                                                           |                                                                                            | Premier tour 11 juin 2017 | Premier tour 11 juin 2017 | Second tour 18 juin 2017 | Second tour 18 juin 2017 |
|                                                                           |                                                                                            |                           |                           |                          |                          |
|                                                                           |                                                                                            | Nombre                    | % des inscrits            | Nombre                   | % des inscrits           |
| Inscrits                                                                  | Inscrits                                                                                   | 90 982                    | 100,00                    | 90 984                   | 100,00                   |
| Abstentions                                                               | Abstentions                                                                                | 47 636                    | 52,36                     | 54 529                   | 59,93                    |
| Votants                                                                   | Votants                                                                                    | 43 346                    | 47,64                     | 36 455                   | 40,07                    |
|                                                                           |                                                                                            |                           | % des votants             |                          | % des votants            |
| Bulletins blancs                                                          | Bulletins blancs                                                                           | 671                       | 1,55                      | 2 669                    | 7,32                     |
| Bulletins nuls                                                            | Bulletins nuls                                                                             | 172                       | 0,40                      | 892                      | 2,45                     |
| Suffrages exprimés                                                        | Suffrages exprimés                                                                         | 42 503                    | 98,06                     | 32 894                   | 90,23                    |
|                                                                           |                                                                                            |                           |                           |                          |                          |
| Candidat Étiquette politique (partis et alliances)                        | Candidat Étiquette politique (partis et alliances)                                         | Voix                      | % des exprimés            | Voix                     | % des exprimés           |
|                                                                           |                                                                                            |                           |                           |                          |                          |
|                                                                           | Bruno Millienne Mouvement démocrate (La République en marche)                              | 16 048                    | 37,76                     | 17 926                   | 54,50                    |
|                                                                           | Jean-Marie Tétart (député sortant) Les Républicains (Union des démocrates et indépendants) | 8 634                     | 20,31                     | 14 968                   | 45,50                    |
|                                                                           | Emmanuel Norbert-Couade Front national                                                     | 6 501                     | 15,30                     |                          |                          |
|                                                                           | Guillaume Quintin La France insoumise                                                      | 4 794                     | 11,28                     |                          |                          |
|                                                                           | Ali Mohammad Parti socialiste                                                              | 1 616                     | 3,80                      |                          |                          |
|                                                                           | Salah Anouar Europe Écologie Les Verts                                                     | 1 181                     | 2,78                      |                          |                          |
|                                                                           | Marie-France Lavenne-Reynaert Debout la France                                             | 948                       | 2,23                      |                          |                          |
|                                                                           | Thibaud de Fleury Parti communiste français                                                | 549                       | 1,29                      |                          |                          |
|                                                                           | Ferid Hamdi Divers droite (Parti du vote blanc)                                            | 509                       | 1,20                      |                          |                          |
|                                                                           | François Martin Divers droite (Parti chrétien-démocrate)                                   | 391                       | 0,92                      |                          |                          |
|                                                                           | Isabelle Bègue Divers (Union populaire républicaine)                                       | 356                       | 0,84                      |                          |                          |
|                                                                           | Philippe Gommard Lutte ouvrière                                                            | 348                       | 0,82                      |                          |                          |
|                                                                           | Christiane Gadé Extrême droite (Souveraineté, identité et libertés)                        | 319                       | 0,75                      |                          |                          |
|                                                                           | Victoria Chakarian Extrême gauche (Parti ouvrier indépendant démocratique)                 | 132                       | 0,31                      |                          |                          |
|                                                                           | Renaud Lataillade Divers droite                                                            | 121                       | 0,28                      |                          |                          |
|                                                                           | Nadir Yanisse Mallem Écologiste                                                            | 56                        | 0,13                      |                          |                          |
| Source : Ministère de l'Intérieur - Neuvième circonscription des Yvelines |                                                                                            |                           |                           |                          |                          |

#### Dixième circonscription
Député sortant : Jean-Frédéric Poisson (Parti chrétien-démocrate).
|                                                                          | |                           |                           |                          |                          |
|                                                                          | | Premier tour 11 juin 2017 | Premier tour 11 juin 2017 | Second tour 18 juin 2017 | Second tour 18 juin 2017 |
|                                                                          | |                           |                           |                          |                          |
|                                                                          | | Nombre                    | % des inscrits            | Nombre                   | % des inscrits           |
| Inscrits                                                                 | Inscrits | 88 769                    | 100,00                    | 88 764                   | 100,00                   |
| Abstentions                                                              | Abstentions | 38 712                    | 43,61                     | 45 324                   | 51,06                    |
| Votants                                                                  | Votants | 50 057                    | 56,39                     | 43 440                   | 48,94                    |
|                                                                          | |                           | % des votants             |                          | % des votants            |
| Bulletins blancs                                                         | Bulletins blancs | 546                       | 1,09                      | 2 616                    | 6,02                     |
| Bulletins nuls                                                           | Bulletins nuls | 169                       | 0,34                      | 873                      | 2,01                     |
| Suffrages exprimés                                                       | Suffrages exprimés | 49 342                    | 98,57                     | 39 951                   | 91,97                    |
|                                                                          | |                           |                           |                          |                          |
| Candidat Étiquette politique (partis et alliances)                       | Candidat Étiquette politique (partis et alliances)                                                                                        | Voix                      | % des exprimés            | Voix                     | % des exprimés           |
|                                                                          | |                           |                           |                          |                          |
|                                                                          | Aurore Bergé La République en marche | 23 009                    | 46,63                     | 25 701                   | 64,33                    |
|                                                                          | Jean-Frédéric Poisson (député sortant) Divers droite (Parti chrétien-démocrate - Les Républicains - Union des démocrates et indépendants) | 9 434                     | 19,12                     | 14 250                   | 35,67                    |
|                                                                          | Benjamin Nicoletta La France insoumise | 4 341                     | 8,80                      |                          |                          |
|                                                                          | François Le Hot Front national | 3 902                     | 7,91                      |                          |                          |
|                                                                          | David Jutier Europe Écologie Les Verts | 2 479                     | 5,02                      |                          |                          |
|                                                                          | Jean-Claude Husson Parti socialiste | 2 391                     | 4,85                      |                          |                          |
|                                                                          | Joël Boche Debout la France | 805                       | 1,63                      |                          |                          |
|                                                                          | Corinne Auribault Parti communiste français                                                                                               | 530                       | 1,07                      |                          |                          |
|                                                                          | Laure Gall Écologiste | 518                       | 1,05                      |                          |                          |
|                                                                          | Audrey Cuny Divers (Union populaire républicaine)                                                                                         | 438                       | 0,89                      |                          |                          |
|                                                                          | Frédéric Fonsalas Divers droite (577-Les Indépendants)                                                                                    | 388                       | 0,79                      |                          |                          |
|                                                                          | Philippe Chevrier Extrême droite (Front libéré)                                                                                           | 335                       | 0,68                      |                          |                          |
|                                                                          | Marie-Thérèse Mantoni Divers gauche (Nouvelle Donne)                                                                                      | 306                       | 0,62                      |                          |                          |
|                                                                          | Marielle Saulnier Lutte ouvrière | 245                       | 0,50                      |                          |                          |
|                                                                          | Laurent Burçon Divers droite (Parti libéral démocrate)                                                                                    | 221                       | 0,45                      |                          |                          |
| Source : Ministère de l'Intérieur - Dixième circonscription des Yvelines | |                           |                           |                          |                          |

#### Onzième circonscription
Député sortant : Benoît Hamon (Parti socialiste).
|                                                                          |                                                                              |                           |                           |                          |                          |
|                                                                          |                                                                              | Premier tour 11 juin 2017 | Premier tour 11 juin 2017 | Second tour 18 juin 2017 | Second tour 18 juin 2017 |
|                                                                          |                                                                              |                           |                           |                          |                          |
|                                                                          |                                                                              | Nombre                    | % des inscrits            | Nombre                   | % des inscrits           |
| Inscrits                                                                 | Inscrits                                                                     | 68 023                    | 100,00                    | 68 016                   | 100,00                   |
| Abstentions                                                              | Abstentions                                                                  | 34 605                    | 50,87                     | 39 663                   | 58,31                    |
| Votants                                                                  | Votants                                                                      | 33 418                    | 49,13                     | 28 353                   | 41,69                    |
|                                                                          |                                                                              |                           | % des votants             |                          | % des votants            |
| Bulletins blancs                                                         | Bulletins blancs                                                             | 362                       | 1,08                      | 1 850                    | 6,52                     |
| Bulletins nuls                                                           | Bulletins nuls                                                               | 137                       | 0,41                      | 666                      | 2,35                     |
| Suffrages exprimés                                                       | Suffrages exprimés                                                           | 32 919                    | 98,51                     | 25 837                   | 91,13                    |
|                                                                          |                                                                              |                           |                           |                          |                          |
| Candidat Étiquette politique (partis et alliances)                       | Candidat Étiquette politique (partis et alliances)                           | Voix                      | % des exprimés            | Voix                     | % des exprimés           |
|                                                                          |                                                                              |                           |                           |                          |                          |
|                                                                          | Nadia Hai La République en marche                                            | 10 858                    | 32,98                     | 13 684                   | 52,96                    |
|                                                                          | Jean-Michel Fourgous Les Républicains (Union des démocrates et indépendants) | 7 601                     | 23,09                     | 12 153                   | 47,04                    |
|                                                                          | Benoît Hamon (député sortant) Parti socialiste                               | 7 436                     | 22,59                     |                          |                          |
|                                                                          | Mathurin Lévis La France insoumise                                           | 2 847                     | 8,65                      |                          |                          |
|                                                                          | Mathilde Androuët Front national                                             | 2 315                     | 7,03                      |                          |                          |
|                                                                          | Luc Miserey Parti communiste français                                        | 580                       | 1,76                      |                          |                          |
|                                                                          | Sylvia Cantaluppi Debout la France                                           | 433                       | 1,32                      |                          |                          |
|                                                                          | Mireille Breugnot Extrême droite (Front libéré)                              | 242                       | 0,74                      |                          |                          |
|                                                                          | Yassine Amar Divers (Union populaire républicaine)                           | 205                       | 0,62                      |                          |                          |
|                                                                          | Christine Égasse Lutte ouvrière                                              | 166                       | 0,50                      |                          |                          |
|                                                                          | Vincent Fournier Extrême gauche (Nouveau Parti anticapitaliste)              | 97                        | 0,29                      |                          |                          |
|                                                                          | Matthieu Ruffet Divers                                                       | 76                        | 0,23                      |                          |                          |
|                                                                          | Mehdi Mnaouar Divers                                                         | 63                        | 0,19                      |                          |                          |
| Source : Ministère de l'Intérieur - Onzième circonscription des Yvelines |                                                                              |                           |                           |                          |                          |

#### Douzième circonscription
Député sortant : David Douillet (Les Républicains).
|                                                                           |                                                                                         |                           |                           |                          |                          |
|                                                                           |                                                                                         | Premier tour 11 juin 2017 | Premier tour 11 juin 2017 | Second tour 18 juin 2017 | Second tour 18 juin 2017 |
|                                                                           |                                                                                         |                           |                           |                          |                          |
|                                                                           |                                                                                         | Nombre                    | % des inscrits            | Nombre                   | % des inscrits           |
| Inscrits                                                                  | Inscrits                                                                                | 69 005                    | 100,00                    | 69 005                   | 100,00                   |
| Abstentions                                                               | Abstentions                                                                             | 32 832                    | 47,58                     | 37 485                   | 54,32                    |
| Votants                                                                   | Votants                                                                                 | 36 173                    | 52,42                     | 31 520                   | 45,68                    |
|                                                                           |                                                                                         |                           | % des votants             |                          | % des votants            |
| Bulletins blancs                                                          | Bulletins blancs                                                                        | 358                       | 0,99                      | 1 873                    | 5,94                     |
| Bulletins nuls                                                            | Bulletins nuls                                                                          | 112                       | 0,31                      | 538                      | 1,71                     |
| Suffrages exprimés                                                        | Suffrages exprimés                                                                      | 35 703                    | 98,70                     | 29 109                   | 92,35                    |
|                                                                           |                                                                                         |                           |                           |                          |                          |
| Candidat Étiquette politique (partis et alliances)                        | Candidat Étiquette politique (partis et alliances)                                      | Voix                      | % des exprimés            | Voix                     | % des exprimés           |
|                                                                           |                                                                                         |                           |                           |                          |                          |
|                                                                           | Florence Granjus La République en marche                                                | 14 835                    | 41,55                     | 16 484                   | 56,63                    |
|                                                                           | David Douillet (député sortant) Les Républicains (Union des démocrates et indépendants) | 9 744                     | 27,29                     | 12 625                   | 43,37                    |
|                                                                           | Antoine Baro La France insoumise                                                        | 3 536                     | 9,90                      |                          |                          |
|                                                                           | Jean-Luc Gallais Front national                                                         | 2 266                     | 6,35                      |                          |                          |
|                                                                           | Marie-Noëlle Bas Parti socialiste                                                       | 1 731                     | 4,85                      |                          |                          |
|                                                                           | Patricia Charton Europe Écologie Les Verts                                              | 1 043                     | 2,92                      |                          |                          |
|                                                                           | Fabien Métais Debout la France                                                          | 732                       | 2,05                      |                          |                          |
|                                                                           | Isabelle Fournière Écologiste (Confédération pour l'homme, l'animal et la planète)      | 626                       | 1,75                      |                          |                          |
|                                                                           | Françoise Pinson Parti communiste français                                              | 388                       | 1,09                      |                          |                          |
|                                                                           | Danielle Weber Extrême droite (Parti de la France)                                      | 277                       | 0,78                      |                          |                          |
|                                                                           | Stéphane Roussillo Divers (Union populaire républicaine)                                | 256                       | 0,72                      |                          |                          |
|                                                                           | Jean-Pierre Mercier Lutte ouvrière                                                      | 216                       | 0,60                      |                          |                          |
|                                                                           | Florian Gracy Écologiste (Mouvement 100 %)                                              | 52                        | 0,15                      |                          |                          |
|                                                                           | Marion Mouyon Divers droite                                                             | 1                         | 0,00                      |                          |                          |
| Source : Ministère de l'Intérieur - Douzième circonscription des Yvelines |                                                                                         |                           |                           |                          |                          |